# الدوري المصري القسم الثاني 2014–15
صعد في هذا الموسم الرياضي للدوريات المصرية كل من نادي أسوان ونادي الإنتاج الحربي ونادي غزل المحلة ليلعبوا في الدوري المصري الممتاز 2015–16، وذلك على عكس هبوط كل من الجونة والرجاء والنصر والاسيوطي سبورت وألعاب دمنهور في الدوري المصري الممتاز 2014–15 ليلعبوا في دوري الدرجة الثانية المصري موسم 2015-16.